# 埼玉県道287号長瀞児玉線
埼玉県道287号長瀞児玉線（さいたまけんどう 287ごう ながとろこだません）は、埼玉県秩父郡長瀞町から本庄市に至る県道である。

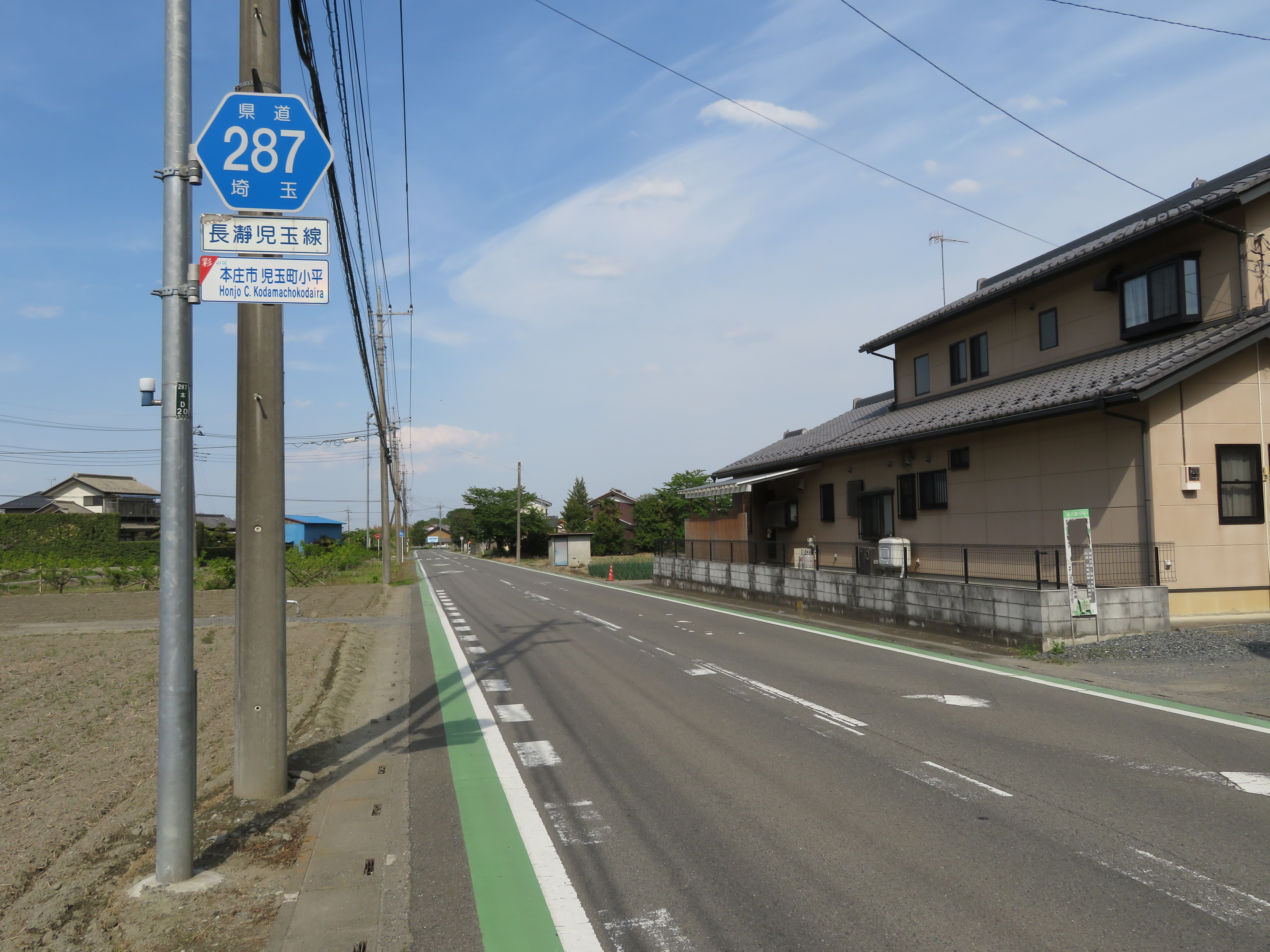
本庄市児玉町小平付近

## 概要

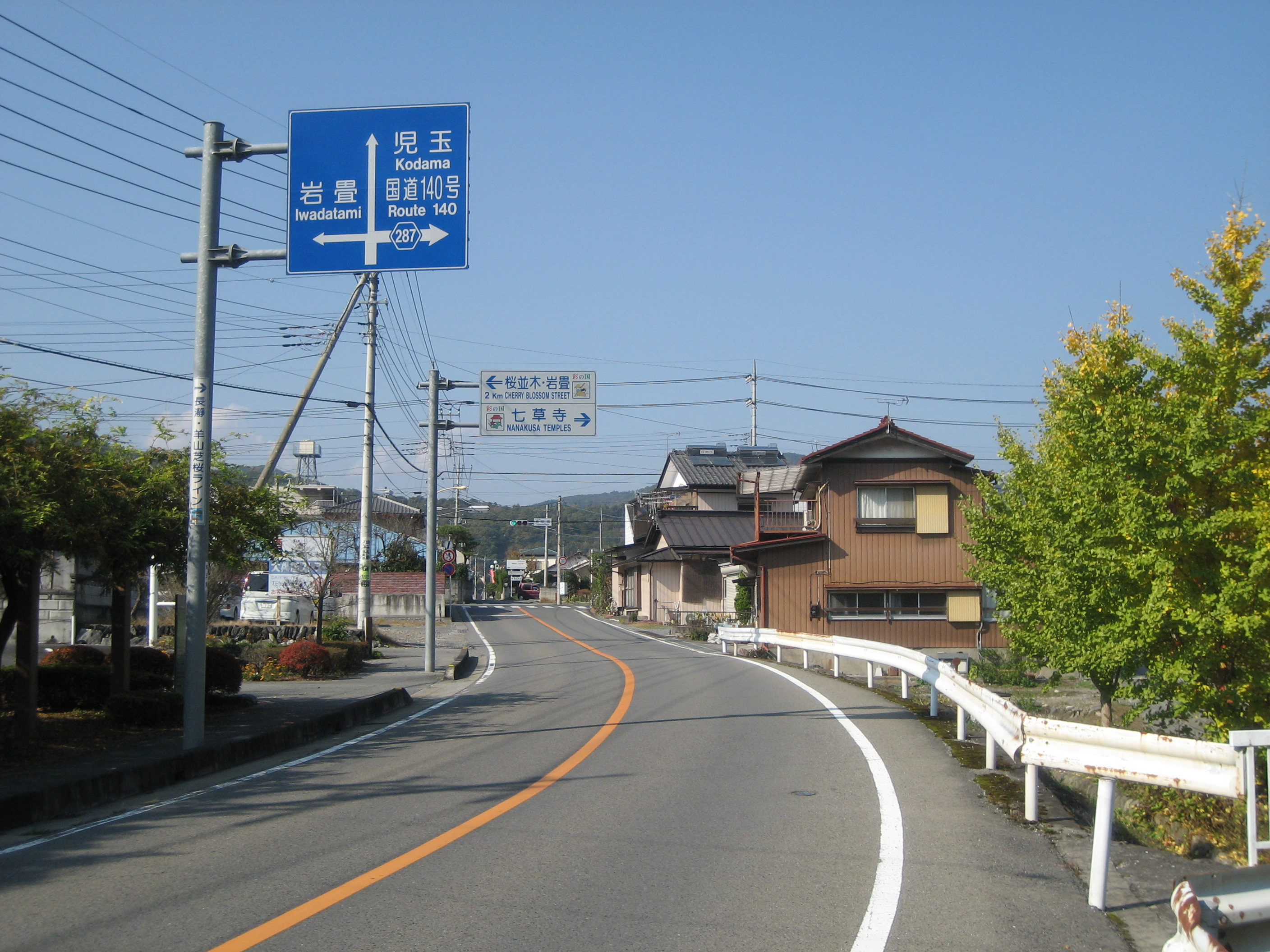
長瀞町高砂橋交差点付近

この県道の大部分が間瀬峠の山道で、終日二輪車通行禁止区間がある。
- 起点：秩父郡長瀞町大字井戸 井戸交差点
- 終点：本庄市児玉町金屋 金屋交差点

## 地理

### 通過する自治体
- 埼玉県
  - 秩父郡長瀞町
  - 本庄市

### 交差する道路
- 埼玉県道82号長瀞玉淀自然公園線（起点）
- 国道140号（長瀞町、中野上交差点 - 射撃場入口交差点重複）
- 埼玉県道13号前橋長瀞線（長瀞町）
- 国道462号（終点）

### 沿道の施設等
長瀞町
- 埼玉県立長瀞げんきプラザ
- 荒川
  - 長瀞渓谷
  - 高砂橋
- 野上駅
- 長瀞町役場
- 長瀞町立長瀞中学校

本庄市
- 第一間瀬湖
- 第二間瀬湖
- 児玉郵便局